# BOS Theaterproducties
bos theaterproducties is een middelgroot theaterproductiebedrijf dat sinds 1992 opereert in het Nederlandse theaterlandschap. De naam van het bedrijf verwijst naar oprichtster en Algemeen Directeur Inge Bos. Naast het produceren van toneelvoorstellingen en musicals fungeert Bos Theaterproducties ook als impresariaat dat bemiddelt voor een diverse groep artiesten waaronder Plien en Bianca, Peter van Rooijen, Andries Tunru, Peter Heerschop en Viggo Waas.  

## Geschiedenis
Begin jaren negentig begon Bos in een gehuurde kamer in Amsterdam en inmiddels is het bedrijf uitgegroeid naar een bezettingsgraad van 11 vaste medewerkers en gevestigd in een oud schoolpand in Amsterdam-Oost. In 2017 won Chez Brood de prijs van Beste Kleine Musical tijdens het Musical Awards Gala.

## Theaterproductiebedrijf
Het bedrijf produceert ongeveer 5 of 6 eigen producties per jaar met als streefdoel het aanspreken van een breed- en het vinden van nieuw publiek waarbij vernieuwend theater centraal staat. Zo produceerde Bos Theaterproducties onder andere de musical Watskeburt?! in samenwerking met De Jeugd Van Tegenwoordig.  Samen met George van Houts en Tom de Ket produceert Bos sinds 2012 ook de voorstellingen van De Verleiders, waarin moderne machtsstructuren in de samenleving aan de kaak worden gesteld. Ook de succesvolle Hendrik Groen-reeks is door Bos vertaald naar het toneel, waar diverse regisseurs (o.a. Gijs de Lange en Eddy Habbema) en schrijvers (o.a. Jibbe Willems) samen met Beau Schneider en Britte Lagcher drie dagboeken ten tonele hebben gebracht.  

## Impresariaat
Naast het produceren van eigen producties is Bos Theaterproducties ook een impresariaat, die de tourneeplanning en marketing voor diverse (nieuwe) artiesten verzorgt. 

### Lijst van impresariaatgroepen die momenteel bij Bos Theaterproducties getekend staan
| Naam                                                | Voorstelling                                                                   |
| --------------------------------------------------- | ------------------------------------------------------------------------------ |
| Aaf Brandt Corstius                                 | Mijn zielige jeugd                                                             |
| Abdelkader Benali                                   | Brief aan mijn dochter, Kalief van Nederland                                   |
| Andries Tunru                                       | Vlees, Vis, Wal en Schip, In Theorie, Marmer                                   |
| Beperkt Houdbaar (Andries Tunru en Stefan Hendrikx) | Beperkt Houdbaar (improvisatietheater)                                         |
| Beth & Flo                                          | Niet wat je denkt, Ander Onderwerp                                             |
| Boban Benjamin Braspenning                          | Boompje Beestje                                                                |
| Cystine Carreon                                     | #LOS                                                                           |
| DAMN, HONEY                                         | Zelf Weten                                                                     |
| Het NUT                                             | Fos, die Bob bedacht die de wereld bedacht, King Bling Bling                   |
| IVY / De Meisjes met de Wijsjes                     | Tegeltjeswijsheid, Moerstaal, & de rest                                        |
| Jefferson Manson                                    | The Archive                                                                    |
| Leoni Jansen                                        | In concert                                                                     |
| Lloydscompany                                       | Unbreakable                                                                    |
| Mads Wittermans                                     | The Meeting                                                                    |
| Marja van Katendrecht                               | De Tupper Topper Show, De Dooie Sterren Parade, Marja's Relatie Advisatie Show |
| Matzer Theaterproducties                            | Blind                                                                          |
| Meester Mark                                        | De grappigste taalfoutjes uit de klas                                          |
| Meneer Monster                                      | De waanzinnige boomhut van 13/52 verdiepingen                                  |
| NANOEK                                              | Lokroep, MELK                                                                  |
| Nederpop All Stars                                  | met diverse gastartiesten (o.a. Lois Lane)                                     |
| NUHR                                                | Over de Top, Draai het eens om, Alle 30 NUHR                                   |
| Peter Heerschop en Viggo Waas                       | Er gaat nog iets heel moois gebeuren                                           |
| Peter van Rooijen                                   | Liefde, dood & zwaartekracht, Liefde dood & Bob Ross, Liefde, dood & taart     |
| Plien en Bianca                                     | Heb je hun weer, Gaat het nog door, En nu dan?!                                |
| Rob & Emiel                                         | Van Houdini tot Copperfield, The Da Vinci Ode                                  |
| Soweto Gospel Choir                                 | Hope                                                                           |
| Stefan Hendrikx                                     | Who's the man                                                                  |
| Wart Kamps                                          | Awkwart                                                                        |
| Zoutmus                                             | De ongelukkige dag, Half Krab/Half Winegum, Kuikens van Beton, Jungleprinter   |

### Lijst van toneelproducties en musicals (exclusief reprises)
| Seizoen   | Voorstelling                                        |
| --------- | --------------------------------------------------- |
| 2001/2002 | De Vagina Monologen                                 |
| 2002/2003 | Niet eens in de gaten dat het de mooiste tijd was   |
| 2003/2004 | Festen                                              |
| 2004/2005 | De GVR                                              |
| 2005/2006 | Amadeus                                             |
| 2006/2007 | Monty Python's Flying Circus                        |
| 2007/2008 | De Gesluierde Monologen                             |
| 2008/2009 | Schateiland                                         |
| 2009/2010 | Amandla! Mandela                                    |
| 2010/2011 | Zadelpijn en ander Damesleed                        |
| 2011/2012 | De Aanslag                                          |
| 2012/2013 | Hema de Musical                                     |
| 2013/2014 | De Verleiders - De Casanova's van de Vastgoedfraude |
| 2014/2015 | De Verleiders - Door de Bank Genomen                |
| 2015/2016 | Chez Brood                                          |
| 2016/2017 | Watskeburt?! - De Musical                           |
| 2017/2018 | Hendrik Groen: Pogingen iets van het Leven te Maken |
| 2018/2019 | Single Camping                                      |
| 2019/2020 | The Choir of Man                                    |
| 2019/2020 | Dangerous Liaisons                                  |
| 2019/2020 | De Verleiders - Female                              |
| 2019/2020 | Hendrik Groen: Zolang er leven is                   |
| 2019/2020 | South African Road Trip: Good Hope                  |
| 2020/2021 | De Verleiders - Pandepaniek                         |
| 2021/2022 | De Speld                                            |
| 2021/2022 | Festen                                              |
| 2021/2022 | Volkstuin Complex                                   |
| 2022/2023 | Hendrik Groen: Opgewekt naar de eindstreep          |
| 2022/2023 | De Verleiders: Door de bank genomen: 10 jaar later  |
| 2023/2024 | De ongeplukte zusters van Almere county             |
| 2023/2024 | De avond is ongemak                                 |
| 2023/2024 | South African Road Trip: ROOTS!                     |
| 2023/2024 | Hendrik Groen: Rust en Vreugd                       |
| 2024/2025 | De Koning van Amsterdam                             |